# Instituto de Ciencias Biomédicas de la Universidad de São Paulo
El Instituto de Ciencias Biomédicas de la Universidad de San Pablo -ICB / USP es una de las instituciones educativas y de investigación de la Universidad de São Paulo. (Brasil)
Se compone de siete departamentos repartidos en cinco edificios de la Ciudad Universitaria Armando de Salles Oliveira, además de un Centro Avanzado Enseñanza, Investigación Enseñanza y Extensión ubicado en Monte Negro, Rondonia.
El ICB / USP ejerce una intensa actividad educativa dirigida a los propios alumnos y estudiantes pertenecientes a otros Institutos y Universidades de la USP. Es responsable de siete programas de posgrado que forman maestros y doctores en las áreas de conocimiento de sus departamentos, además de participar en programas entre unidades multidisciplinares.
Su actividad de investigación científica se desarrolla en diversos campos del conocimiento de la biología y la biomedicina. Los resultados de esta investigación son divulgados en reuniones científicas y publicadas en forma de artículos científicos en revistas especializadas y en forma de máster y tesis doctorales.
El ICB también actúa de manera significativa en los programas posdoctorales, que ofrece a los poseedores de títulos de doctor obtenidos en Brasil y en el extranjero, la oportunidad de desarrollar proyectos de investigación científica en sus laboratorios. 
- Departamentos
- Departamento de Anatomía
- Departamento de Biología Celular y Desarrollo
- Departamento de Farmacología
- Departamento de Fisiología y Biofísíca
- Departamento de Imunología
- Departamento de Microbiología
- Departamento de Parasitología
- Historia

El Instituto de Ciencias Biomédicas de la Universidad de Sao Paulo fue creado como resultado de la promulgación de la Ley de Reforma Universitaria de 1968 y la reforma de estatutos de USP en 1969. Los puntos centrales de estas leyes fueron:
Eliminación de Cátedras, instituyendo sus espacios en Departamentos como Unidades básicas de la enseñanza y la investigación.
Institución de Ciclos Básicos en las Universidades del País, que deberían impartir el mismo conjunto de temas a estudiantes de diversas carreras afines.

## Educación y graduación
Una vez instituido, se encomendó al ICB impartir las materias básicas a estudiantes del área de la salud humana y animal ubicados en la ciudad de São Paulo. Como resultado de ello, ha desarrollado un perfil de la Unidad de Enseñanza e Investigación en el área de las ciencias biomédicas básicas. El ejercicio de esta función requiere que el ICB / USP mantienga un fuerte compromiso académico con la educación universitaria a través del cual se forman los ciudadanos y profesionales cualificados para llevar a cabo diversas actividades necesarias para la salud y el bienestar de la sociedad.
Las características de las materias que se imparten requieren que el conocimiento se transmita no sólo a través de conferencias, sino también recurriendo a clases prácticas en laboratorios específicos. Para ello, en los últimos años, el ICB, a través de los Programas de Pro-Rectoría de Graduación y otros introdujeron varias mejoras en sus laboratorios de clases prácticas, destacando la modernización en los laboratorios de anatomía y la creación del laboratorio de Biomedicina Experimental, equipados con recursos tecnológicos de punta.
Varios de estos recursos han permitido la realización de las clases prácticas sin necesidad de utilizar animales, en vista de la tendencia de restringir su uso con fines experimentales.
La actividad de educación universitaria en ICB / USP tiene lugar a través de dos vertientes principales:
- Cursos propios ICB / USP
- Materias que se imparten a los estudiantes de otras unidades de la USP

### Curso de Ciencias Fundamentales para la Salud
El curso de Licenciatura en Ciencias fundamental para la salud fue creado por ICB dirigido a capacitar bachilleres formados con vocación de investigación y profesores para la educación superior. Así, el ICB tiene como objetivo contribuir a la formación de nuevos científicos y académicos para trabajar en las áreas de ciencias fundamentales de la salud humana y animal.

### Curso de Ciencias Biomédicas
El Curso de Bachillerato en Ciencias Biomédicas tiene como objetivos principales el desarrollo de profesionales orientados a trabajar en las áreas básicas de Ciencias Biomédicas en linstitutos de investigación, educación, diagnóstico, en las industrias y empresas como investigadores, profesores, diseñadores y desarrolladores de proyectos y procesos.

### Disciplinas destinadas a alumnos de otras Unidades de USP
Además de sus propios cursos, desde el año 1971 el ICB provee a las áreas de Anatomía, Biología Celular y Desarrollo, Farmacología, Fisiología y Biofísica, Inmunología, Microbiología y Parasitología para estudiantes matriculados en diversos cursos de colegios e institutos de la USP que se encuentran en San Pablo, como Medicina, Farmacia y Bioquímica, Medicina Veterinaria y Zootecnia, Odontología, Educación física, Ciencias Biológicas, terapia física, terapia de lenguaje, terapia ocupacional. 

## Posgrados
Las actividades de postgrado en el ICB comenzaron en 1971, cuando se instaló la primera Comisión de Posgrado. Hasta el momento cerca de 4.000 estudiantes completaron su graduación y recibieron títulos de maestría o doctorado. Programas de postgrado están estrechamente asociados a las áreas de la educación y el instituto de investigación y sus estudiantes contribuyen en gran medida a la producción científica del instituto.

## Actividad de Investigación
El ICB participa activamente en las actividades de investigación científica de la Universidad de San Pablo. Investigación científica de elevado nivel basada en la excelencia académica es un compromiso constante de la institución. Así, el ICB se destaca en el escenario nacional de investigación biomédica.
En 2013 integrantes del ICB publicaron 435 artículos científicos en revistas especializadas, la mayoría en revistas nacionales e internacionales indexadas. Los artículos son el resultado del trabajo de los profesores, los estudiantes, el personal y los investigadores de la ICB. Algunos de estos artículos son 130 Disertaciones de Maestría y 114 correspondieron a Tesis Doctorales presentadas en estos programas.

### Áreas de investigación
Muchos proyectos de investigación biomédica de diferentes amplitud y alcances han sido desarrollados en el ICB. La siguiente lista muestra los proyectos agrupados por áreas de investigación:
- Bioingeniería y biotecnología
- Cáncer
- Enfermedades cardiovasculares y renales
- Enfermedades infecciosas
- Fisiopatología Celular
- Inflamación y dolor
- Neurociencia
- Obesidad y la diabetes
- Relaciones organismo-ambiente
- Reproducción y desarrollo

### Iniciación Científica
Más de 100 estudiantes universitarios asisten a los laboratorios de investigación orientados por investigadores y estudiantes de posgrado. Durante esa etapa entran en contacto con la metodología científica y aprenden las técnicas básicas utilizadas en los laboratorios y manejo de instrumentos y equipos de laboratorio. Los estudiantes más avanzados participan en la investigación y la publicación de artículos científicos. Muchos estudiantes reciben becas para el programa PIBIC o por la FAPESP.
El ICB participa del Programa de Pre-Iniciación Científica para estudiantes de enseñanza media de las escuelas públicas. Este programa, diseñado y apoyado por el Decano de Investigación de la USP, tiene como objetivo poner a los estudiantes en contacto con la vida de un laboratorio de investigación y despertar la curiosidad de los estudiantes a las actividades y los intereses de la ciencia.

### Post Doctorado
El ICB participa en el Programa Post doctoral de la USP recibiendo investigadores con un doctorado para realizar investigaciones de manera independiente (Programa de Jóvenes Investigadores de la FAPESP) o asociado con investigadores del ICB. En 2013 participaron en esta actividad 106 investigadores.

### Infraestrutura para investigación
El ICB posee un relevante conjunto de equipos necesarios para el trabajo de sus investigadores. Estos dispositivos son los laboratorios de investigación y laboratorios existentes multiusuario en varios departamentos. Además existen centros especializados como el Centro de Microscopía Electrónica y CEFAP.
El Centro de Facilidades y Apoyo a la Investigación (CEFAP) es un centro avanzado de instrumentación que permite el uso de técnicas y equipos necesarios para la investigación innovadora en diversos campos de la Biología Celular y Biomedicina. Que ocupa un espacio propio y fue mayormente financiada a través del apoyo de la FAPESP. Las principales áreas de instrumentación CEFAP se dedican a la Proteómica y la Espectrometría de Masas, Microscopía Confocal, Citometría de Flujo y Separación Celular, Secuenciación de ADN.

### Financiación de la investigación
La mayor parte de la investigación llevada a cabo en el ICB es financiada con las ayudas de los organismos de apoyo y financiación científica, tales como la Fundação de Amparo à Pesquisa do Estado de São Paulo (FAPESP), Conselho Nacional de Desenvolvimento Científico e Tecnológico (CNPq).

## Innovación
En el área Ciencia y Tecnología la actividad de Innovación se define actualmente como la generación de ideas, procesos o productos de valor económico desarrollados en las instituciones de investigación o industrias y que se pueden aplicar en diversas áreas del conocimiento y la actividad humana.
El ICB ha registrado decenas de solicitudes de patente presentadas en el Instituto Nacional de la Propiedad Industrial (INPI). En varios laboratorios de ICB se trabaja conjuntamente con empresas públicas y privadas para el desarrollo de productos y procesos. Estas asociaciones trabajan a través de la financiación correspondiente a las sociedades o los organismos de financiación, tales como la FAPESP a través de su Programa de Apoyo a la Asociación de Investigación para la Innovación Tecnológica (PITE) y el Programa de Apoyo a la Investigación en Pequeñas Empresas (PIPE)
El ICB tiene el Núcleo de Innovación en Biomedicina (NIB), que propone y alienta la realización de actividades relacionadas con la innovación en los departamentos del instituto.

## Actividades de Cultura y Extensión
Durante más de 25 años, el ICB / USP efectúa un intenso trabajo de interacción activa con la comunidad interna y externa. Algunas de estas actividades son específicos del ICB, mientras que otros son parte de los programas organizados por Pró-Reitoria de Cultura e Extensão. 
Muchas de las actividades están dirigidas tanto a los jóvenes estudiantes de secundaria y estudiantes universitarios, como también a los adultos, entre los que se pueden mencionar:
- USP y las profesiones
- Virada científica (24 h de actividades culturales Científicas).
- SNCT- Semana Nacional de Ciencia y Tecnología.
- Semana del libro y la Biblioteca.
- Simposio Aprender con Cultura y Extensión .
- Proyecto Microtodos - una herramienta de enseñanza a distancia de Microbiología que consiste en juegos para proporcionar el aprendizaje de microbiología de forma lúdica y ayudar a los maestros de primaria y secundaria en el aula.
- Cursos de verano ofrecidos por los distintos departamentos ICB.

Una descripción más completa de estas actividades se puede encontrar en la página cultura y extensión de ICB
Actividades diversas orientadas hacia la Salud forman parte del Programa de Cultura y Extensión del ICB, tales como:
- Centro de Investigación Avanzada en Monte Negro, Rondonia
- El Puesto avanzado de investigación en Mosquitos Genéticamente Modificados del Valle del Río São Francisco, situado en Juazeiro, Bahía[15]

### Libros publicados por miembros de ICB
Más de 30 libros han sido publicados por miembros del ICB. Ellos incluyen libros de texto, divulgación científica y temas de investigación.

### Museo de Anatomía Humana Prof. Alfonso Bovero
Con más de 90 años de existencia este museo es formado por una gran colección de piezas anatómicas preparadas mediante el uso de diversas técnicas y libros especializados en la anatomía. Es uno de los museos más visitados de la USP, sobre todo de los estudiantes secundarios.

## Servicio de Biblioteca e Información Biomédica SBiB
La biblioteca apoya la enseñanza e investigación ofreciendo asistencia a profesores e investigadores, estudiantes, funcionarios y usuarios externos.
Es responsable de la catalogación bibliográfica de disertaciones y tesis producidas por los estudiantes de posgrado.
La Biblioteca del ICB fue establecida en 1970, poco después del establecimiento de la ICB. Situada en amplias instalaciones en el primer piso del edificio Biomédica I posee salas delecturas y estudio equipadas con ordenadores para la búsqueda en varias bases de datos.
Acervo
La biblioteca cuenta con una destacada colección consiste en:
- alrededor de 21.000 copias de libros, memorias, tesis y disertaciones;
- 851 títulos de periódicos, para un total de 92.000 ejemplares revista impresa;
- 600 ítems de material multimedia para su uso por los profesores y estudiantes graduados;
- 29.336 artículos de lProducción Científica, entre ellos: lseparatas de artículos de revistas, capítulos de libros, resúmenes de conferencias.